# Leminda millecra
Leminda millecra Griffiths, 1985 è un mollusco nudibranchio, unica specie nota del genere Leminda e della famiglia Lemindidae.